# Commercy
Commercy je naselje in občina v severovzhodni francoski regiji Loreni, podprefektura departmaja Meuse. Leta 1999 je naselje imelo 6.324 prebivalcev.

## Geografija
Kraj leži v dolini reke Meuse med Bar-le-Ducom na zahodu in Nancyjem na vzhodu.

## Administracija
Commercy je sedež istoimenskega kantona, v katerega so poleg njegove vključene še občine Boncourt-sur-Meuse, Chonville-Malaumont, Cousances-lès-Triconville, Dagonville, Erneville-aux-Bois, Euville, Frémeréville-sous-les-Côtes, Geville, Girauvoisin, Grimaucourt-près-Sampigny, Lérouville, Mécrin, Nançois-le-Grand, Pont-sur-Meuse, Saint-Aubin-sur-Aire, Saint-Julien-sous-les-Côtes, Vadonville in Vignot z 12.977 prebivalci.
Naselje je prav tako sedež okrožja, v katerem se nahajajo kantoni Commercy, Gondrecourt-le-Château, Pierrefitte-sur-Aire, Saint-Mihiel, Vaucouleurs, Vigneulles-lès-Hattonchâtel in Void-Vacon s 43.845 prebivalci.

## Znamenitosti
- dvorec Château de Commercy iz 18. stoletja, naslednik nekdanjega srednjeveškega gradu, rezidenca lorenskih vojvod, v njem je našel zatočišče izgnani poljski kralj Stanislas Leszczyński.

## Pobratena mesta
- Hockenheim (Nemčija);